# Trains Illustrated
Trains Illustrated是英国一份已停刊的铁路运输类杂志，出版语言为英文，是今天英国铁路运输类杂志Modern Railways的前身之一。1946年1月出版第一期，1961年12月出版最后一期（第14卷，总第159期）。

## 历史
总第1期至总第8期出版于1946年1月至1947年。从总第9期（1948年4月号）起改为每三个月一期。自总第14期（1949年9、10月号）开始改为双月刊。自总第17期（1950年2月号）开始变更为月刊。1961年12月号为最后一期（第14卷，总第159期）。之后刊名改为Modern Railways。
Trains Illustrated的早期主编为伊恩·艾伦以及O·J·莫里斯（O. J. Morris），自总第5期开始为塞西尔·约翰·艾伦，总第20期至1961年12月出版最后一期的主编为杰弗里·弗里曼·艾伦。